# Otto Barić
Otto Barić (Eisenkappel-Vellach, 19 juni 1933 – Zagreb, 13 december 2020) was een Kroatisch voetbalcoach en voormalig voetballer. Als trainer verloor hij met twee Oostenrijkse clubs een Europese finale: met Rapid Wien de Europacup II in 1985 en met Casino Salzburg de UEFA Cup in 1994. 